# 주미국 대한민국 대사관
주미국 대한민국 대사관(駐美國大韓民國大使館)은 1949년 미국 워싱턴 D.C.에 개설된 대한민국 외교부 소속의 대사관이다.

## 한미 관계의 시작

### 조선-미국 관계
1882년 음력 4월 6일 조선의 전권대신 신헌(申憲)과 전권부관 김홍집(金弘集)은 미국 전권대신인 해군제독 로버트 슈펠트(Robert W. Shufeld)와 조미수호통상조약을 의정(議定)했다.

### 대한민국임시정부 구미외교위원부

현재까지 워싱턴에 남아있는 마지막 주미외교위원부 건물. 백악관에서 약 10Km 정도 떨어진 거리에 있다.

임정 구미위원부는 대한민국 임시정부의 대사관격으로 1919년 8월 한인위원회라는 이름으로 개설되어 9월 구미위원부로 정식 발족했다. 미국 워싱턴 D.C에 소재하였으며 해방 이후에도 워싱턴 D.C에 체류하며 미국과 유럽의 외교를 담당하였다.
1. 김규식 1919년 8월 - 1919년 9월
2. 이승만 1919년 9월 - 1928년
3. 이승만 1928년 - 1945년 10월 2일
4. 임병직 1945년 10월 2일 - 1948년 10월, 구미위원부 해체

## 역대 대사
| 대수     | 이 름          | 임기                      |
| -------- | -------------- | ------------------------- |
| 제1대    | 장면(張勉)     | 1949년 2월 - 1951년 2월   |
| 임시     | 한표욱(韓豹頊) | 1951년 2월 - 1951년 4월   |
| 제2대    | 양유찬(梁裕燦) | 1951년 4월 - 1960년 4월   |
| 제3대    | 정일권(丁一權) | 1960년 5월 - 1960년 10월  |
| 제4대    | 장이욱(張利郁) | 1960년 10월 - 1961년 6월  |
| 제5대    | 정일권(丁一權) | 1961년 6월 - 1963년 4월   |
| 제6대    | 김정렬(金貞烈) | 1963년 5월 - 1964년 10월  |
| 제7대    | 김현철(金顯哲) | 1964년 12월 - 1967년 10월 |
| 제8대    | 김동조(金東祚) | 1967년 10월 - 1973년 12월 |
| 제9대    | 함병춘(咸秉春) | 1973년 12월 - 1977년 4월  |
| 제10대   | 김용식(金溶植) | 1977년 4월 - 1981년 6월   |
| 제11대   | 류병현(柳炳賢) | 1981년 7월 - 1985년 11월  |
| 제12대   | 김경원(金瓊元) | 1985년 11월 - 1988년 4월  |
| 제13대   | 박동진(朴東鎭) | 1988년 4월 - 1991년 3월   |
| 제14대   | 현홍주(玄鴻柱) | 1991년 3월 - 1993년 4월   |
| 제15대   | 한승수(韓昇洙) | 1993년 4월 - 1994년 12월  |
| 제16대   | 박건우(朴健雨) | 1995년 1월 - 1998년 4월   |
| 제17대   | 이홍구(李洪九) | 1998년 5월 - 2000년 8월   |
| 제18대   | 양성철(梁性喆) | 2000년 8월 - 2003년 4월   |
| 제19대   | 한승주(韓昇洲) | 2003년 4월 - 2005년 2월   |
| 제20대   | 홍석현(洪錫炫) | 2005년 2월 - 2005년 9월   |
| 제21대   | 이태식(李泰植) | 2005년 10월 - 2009년 2월  |
| 제22대   | 한덕수(韓悳洙) | 2009년 2월 - 2012년 2월   |
| 제23대   | 최영진(崔英鎭) | 2012년 2월 - 2013년 5월   |
| 제24대   | 안호영(安豪榮) | 2013년 6월 - 2017년 10월  |
| 제25대   | 조윤제(趙潤濟) | 2017년 11월 - 2019년 10월 |
| 제26대   | 이수혁(李秀赫) | 2019년 10월 - 2022년 5월  |
| 제27대   | 조태용(趙太庸) | 2022년 6월 - 2023년 3월   |
| 직무대리 | 김준구         | 2023년 3월 - 2023년 4월   |
| 제28대   | 조현동(趙賢東) | 2023년 4월 - 2025년 7월   |
| 직무대리 |                | 2025년 7월 ~              |

## 겸임지역
- 바하마
- Koreans in Washington, D.C.

## 산하 영사관
- 주로스앤젤레스 대한민국 총영사관
- 주뉴욕 대한민국 총영사관
- 주호놀룰루 대한민국 총영사관
- 주샌프란시스코 대한민국 총영사관
- 주시카고 대한민국 총영사관
- 주휴스턴 대한민국 총영사관
- 주애틀랜타 대한민국 총영사관
- 주시애틀 대한민국 총영사관
- 주보스턴 대한민국 총영사관
- 출장소 : 하갓냐, 앵커리지, 댈러스[2]

## 같이 보기
- 대조선 주차 미국 화성돈 공사관